# Aequo pulsat pede
 Aequo pulsat  pede  лат. (изговор: екво пулсат педе). Равнодушно удара ногом. (Хорације)

## Поријекло изрека
Ово је дио шире изреке  римског лирског пјесника Хорација у посљедњем вијеку старе ере: Aequo mors pulsat pede pauperum tabernas regumквe tures (изговор: ekvo морс пулсат педе пауперум табернас регумкве турес). Смрт равнодушном ногом (тј. једнако, без милости)удара и колибе сиромаха и краљевске палате.

## Тумачење
Смрт је најправеднија и најдемократичнија  на свијету. Она једина не прави изузетке и нема привилегованих. Једино се она не може потплатити. Смрт је једнако загарантована свима. Сиромашним и најбогатијим.